# David Graham Baird
David Graham Baird (Nova York, 3 de desembre de 1854 – Elizabeth, Nova Jersey, 8 d'octubre de 1913), fou un jugador d'escacs estatunidenc. Era germà del també mestre d'escacs John Washington Baird.
Un articulista del New York Times, descrivint els participants al sisè American Chess Congress (1889), va retratar en Baird i el seu germà de la següent manera:
Dels germans Baird, David G. és de lluny el millor jugador. Juga amb una cura característicament escocesa, atès que és escocès d'ascendència. D'estatura mitjana, és més aviat corpulent i de pell clara. El seu germà John W., a qui s'assembla molt de cara, és en canvi molt prim.

## Resultats destacats en competició
Baird va viure a Nova York, on va participar en nombrosos torneigs. Va guanyar quatre cops el prestigiós Campionat del Manhattan Chess Club (els anys 1888, 1890, 1891, i 1895).
En torneigs a Nova York, va empatar als llocs 2n-4t el 1880, fou 2n el 1883, 3r el 1884, 5è el 1885, 10è el 1886, 14è el 1889 (6è American Chess Congress, els guanyadors foren Max Weiss i Mikhaïl Txigorin), fou 7è el 1893 (el guanyador fou Harry Pillsbury), empatà als llocs 10è-11è el 1894, fou 5è el 1900, empatà als llocs 7è-8è el 1905, i empatà als llocs 11è-12è el 1911.

### Torneig de Viena 1898
D.G. Baird fou un dels jugadors que participaren en el gran Torneig de Viena 1898 (Kaiser-Jubiläumsturnier, guanyat per Siegbert Tarrasch i Harry Pillsbury). Hi fou 18è, amb només 8 punts de 36 partides (+ 5 = 6 – 25) però aquest va ser un dels torneigs més forts del segle xix, i hi participaven la majoria dels millors jugadors del moment. Baird va aconseguir guanyar, per exemple, Mikhaïl Txigorin i Semion Alapín, entre d'altres

## Rànquing mundial
El seu millor rànquing Elo s'ha estimat en 2546 punts, el juliol de 1885, moment en què tenia 30 anys, cosa que el situaria en 27è lloc mundial en aquella data. Segons chessmetrics, va ser el 27è millor jugador mundial en 2 diferents mesos, el juliol de 1885 i el febrer de 1886.